# Carlos Amigo Vallejo
Carlos Amigo Vallejo (Medina de Rioseco, 23 agosto 1934 – Guadalajara, 27 aprile 2022) è stato un cardinale, arcivescovo cattolico e teologo spagnolo.

## Biografia
Appartenente all'Ordine dei frati minori, ha ricevuto l'ordine sacro il 17 agosto 1960 e destinato a Madrid ha studiato psicologia. Nominato arcivescovo di Tangeri (Marocco) il 17 dicembre 1973, ha ricevuto l'ordinazione episcopale il 28 aprile 1974.
Durante il suo servizio pastorale in Marocco si è impegnato a promuovere l'ecumenismo (in special modo per favorire il dialogo interreligioso fra le comunità cristiana, musulmana ed ebrea) e ha contribuito all'avvio di regolari relazioni diplomatiche tra la Santa Sede e il paese africano.
Il 22 maggio 1982 è stato trasferito all'arcidiocesi di Siviglia.
Nel 1993 ha accolto papa Giovanni Paolo II durante il suo viaggio apostolico in Spagna.
Nel 1995 gli è stata conferita un'alta onorificenza da parte della Repubblica Dominicana e una laurea honoris causa, mentre nel 2000 la Repubblica di Panama gli ha assegnato una medaglia d'argento.
Viene elevato alla dignità cardinalizia da papa Giovanni Paolo II nel concistoro del 21 ottobre 2003 col titolo di Santa Maria in Monserrato degli Spagnoli.
Il 5 novembre 2009 papa Benedetto XVI ha accettato la sua rinuncia al governo pastorale dell'arcidiocesi di Siviglia per raggiunti limiti d'età.
Il 23 agosto 2014 ha compiuto 80 anni ed è uscito dal novero dei cardinali elettori.
È deceduto il 27 aprile 2022, all'età di 87 anni, presso l'ospedale universitario di Guadalajara, a causa di un'insufficienza cardiaca dovuta a complicazioni derivanti da una frattura dell'anca e da un edema polmonare. In seguito ai solenni funerali concelebrati il 30 aprile dagli arcivescovi Josep Ángel Sáiz Meneses e Juan José Asenjo Pelegrina alla presenza dei cardinali Juan José Omella, Carlos Osoro Sierra, Antonio Cañizares Llovera e Ricardo Blázquez Pérez, è stato sepolto nella cappella di San Pablo (che si trova tra la Cappella Reale e la Puerta de Campanillas) all'interno della cattedrale di Santa Maria.

## Genealogia episcopale e successione apostolica
La genealogia episcopale è:
- Cardinale Scipione Rebiba
- Cardinale Giulio Antonio Santori
- Cardinale Girolamo Bernerio, O.P.
- Arcivescovo Galeazzo Sanvitale
- Cardinale Ludovico Ludovisi
- Cardinale Luigi Caetani
- Cardinale Ulderico Carpegna
- Cardinale Paluzzo Paluzzi Altieri degli Albertoni
- Papa Benedetto XIII
- Papa Benedetto XIV
- Papa Clemente XIII
- Cardinale Marcantonio Colonna
- Cardinale Giacinto Sigismondo Gerdil, B.
- Cardinale Giulio Maria della Somaglia
- Cardinale Carlo Odescalchi, S.I.
- Cardinale Costantino Patrizi Naro
- Cardinale Serafino Vannutelli
- Cardinale Domenico Serafini, Cong. Subl. O.S.B.
- Cardinale Pietro Fumasoni Biondi
- Cardinale Ildebrando Antoniutti
- Cardinale Marcelo González Martín
- Cardinale Carlos Amigo Vallejo, O.F.M.

La successione apostolica è:
- Arcivescovo Santiago Agrelo Martínez, O.F.M. (2007)
- Vescovo José Mazuelos Pérez (2009)